# مقاطعة كلاي (مسيسيبي)
مقاطعة كلاي (بالإنجليزية: Clay County, Mississippi)‏ هي إحدى مقاطعات ولاية مسيسيبي في الولايات المتحدة. ، بلغ عدد سكانها 20634 نسمة في عام 2010 حسب إحصاء مكتب تعداد الولايات المتحدة وتصل الكثافة السكانية فيها 21 نسمة/كم2.

## وصلات خارجية
- United States Counties